# 加瀬泰治
加瀬 泰治（かせ たいじ、1929年2月9日 – 2004年11月24日） は日本の空手家で、松涛館流 空手をヨーロッパに普及するため海外に渡った最初期のひとりで、 1960年代後半から1980年代半ばまでフランスで空手のスタイル、松濤館流加瀬派空手を教えた 。晩年、彼は空手を教えて世界中を旅したが、パリからは離れなかった 。段位は九段を保持した。

## 生涯
1929年2月9日に千葉市 で生まれた       [a] 。父は 柔道五段の加瀬信明。 彼は6歳になる前に柔道を学び始め、その後少年時代には合気道と剣道も学ぶ。 1944年、15歳の時、加瀬は柔道で2 段の 黒帯ランクを獲得。  同年、 船越義珍の空手に関する本を読み、船越自身のもとでその芸術を学び始めた   1945年に船越が亡くなる前に、船越の息子である船越義豪のもとで訓練を積んだ  以降は広西元信から手ほどきを受けた。広西とともに、奥山忠男も若い加瀬に影響を与えた。広西は4人いた指導員の中で最長の6年間にわたって指導した。 加瀬は柔道三段で活躍する予定だったが、空手に集中することにした。  
1945年3月、第二次世界大戦の終盤に加瀬は日本海軍に入隊し、神風特別攻撃隊に配属された   。しかし、国のために人生をあきらめる必要があった直前に戦争は終わった。 伝記作家の一人であるマーティン・フェルナンデスは次のように書いている。「[Kase] usually says that since he could have died in the war and is alive, he never has a reason to be sad. And this is so, because you can always see him smiling or with a special inner mood（p．4）」。  松濤館道場は爆撃により破壊され、空手道場を見つけることができなかったため、しばらく柔道の練習に戻った。  しかし、松濤館の学生たちが船越らと再興したとき、彼らに再び加わった。 
1946年、加瀬は松濤館空手の初段に昇格   。専修大学に進学し経済学を学び始め、1949年には大学の空手のチームのキャプテンになる。その同じ年に三段のランクに到達   。1951年に専修大学を卒業。 加瀬は、新しく設立された日本空手協会 （JKA）に加わり、プロの空手指導者になることを目指し 、後にJKAのヨーロッパ支部の主任指導者になる。  JKAでの彼の職務の1つは、 組み手で次期講師らを訓練することで（ スペアリング）門下の中には榎枝慶之輔と白井寛がいた 。 船越が1957年に亡くなり、その後JKAが分裂した後、加瀬は両方の派閥との関係を維持した  。
1964年、加瀬は空手道を海外に紹介するために日本を去る。 その年、彼は南アフリカで3か月間教え、翌年には榎枝、白井、金沢弘和と共に教え続けた。1965年から1966年まで、彼はアメリカ合衆国、 西ドイツ 、オランダ、ベルギーで教えた。  1967年、彼はイタリアで白井に数ヶ月教え、その後フランスに渡り、パリに定住   1968年、加瀬はフランス空手連盟のコーチを務めた。 1980年代半ばに彼の道場を閉じることを決定するまでフランスでほぼ20年間そこで空手を教え続けた   。ヨーロッパの学生の中には、英国松濤館アカデミーを設立したスティーブ・キャトルがいた   それから彼は空手を教えるために世界中を旅し始める。  加瀬は頻繁に旧ユーゴスラビア空手協会にゲストで招かれ、ほぼすべてのシニアのユーゴスラビア空手のインストラクターは、彼が関与した検査を通じて段位を獲得した。 
著書に『Katas、空手、松涛館』（1974）、『18カタsupérieurs：空手松涛館RYU』（1982）、『空手カタ：5-平安 』などで、フランス在住の間、加瀬は『2-Tekki』 （1983）や『5平安』を含め、武道の本を幾つか執筆   。
1989年、加瀬と白井は世界空手道松濤館アカデミー（WKSA）を設立し   加瀬は自らの空手のスタイルを「松濤館流加瀬派」と呼んでいる   。名称は加瀬の個人的なタッチを持つ松濤館を意味した。空手のスタイルを促進するために世界中を旅していたが、パリ在住はそのままであった。加瀬は1999年5月31日に心臓発作を起こしたが、パリのアメリカンホスピタルで治療し回復した   。回復後、空手を教えることに復帰する。 
2004年11月6日、加瀬は重病になり入院。後に退院し回復しているように見えたが、11月19日の朝、妻は起こすことができなかった。 加瀬は意識を失い病院に運ばれたが、体調が悪化しただけであった。  加瀬は妻と2人の娘  と母親（当時101歳）と2人の兄弟を残して2004年11月24日の午後 5 時 25 分に亡くなる 。  彼の葬式は2004年11月30日にパリのペールラシェーズ墓地火葬場で行われた    加瀬は死亡当時九段であった。 
2005年6月、加瀬の未亡人である加瀬千恵子が加瀬派松濤館流空手道教諭養成院の名誉会長に就任し   娘の1人である幸子が式典に出席していた  [b]

## ノート
a. ^  Most sources give 9 February as Kase's date of birth, but some sources give 9 January instead.
b. ^  One source lists some of Kase's family: Chieko Kase (wife), Yumiko and Kumihiko Inaba (daughter and son-in-law), Sachiko Kase (daughter), and Yusuke (grandson).